# Le Sage de Fontenay
le Sage de Fontenay er en fransk adelsslægt, som forekommer i Picardiet i det 13. århundrede. Den er en af de mange huguenotslægter, som forlod Frankrig efter ophævelsen af Nantes-ediktet.
Jacob le Sage til Villars (død 1500), der under kongerne Ludvig XI og Charles VIII tjente i forskellige højere embedsstillinger, er stamfader til de linjer af slægten, der har udbredt sig i Frankrig, Schweiz, Holland og Danmark. Hans sønnesøn, Philibert le Sage, havde 4 sønner, hvoraf den ene forblev i Frankrig, medens de 3 på grund af religionsstridighederne udvandrede, Barthollomi til Schweiz, Benjamin til Holland og Antoine til Danmark.
Den til Danmark indvandrede linje — der, uvist med hvilken hjemmel, førte navnet de Fontenay — føres tilbage til Abraham le Sage, der muligvis stammer fra en til Abbéville knyttet gren. Hans søn, Conseiller au Baillage i Autun Antoine le Sage (død 1560) var oldefader til kaptajn i dansk tjeneste Antoine (le Sage) de Fontenay (død 1700), der var fader til kommandør Benjamin le Sage de Fontenay (1695-1749) — af hvis børn skal nævnes kammerherre, kaptajn Robert Antoine le Sage de Fontenay (1743-1783) og Maria Magdalene le Sage de Fontenay (1746-1820), der var gift med admiral Jørgen Balthasar Winterfeldt (1732-1821) — og til admiral Gaspard Frédéric le Sage de Fontenay (1693-1769). Denne var fader til brødrene, admiral Carl Frederik (Charles Frédéric) le Sage de Fontenay (1723-1799) og admiral Anthon Nicolaj (Antoine Nicolas) le Sage de Fontenay (1725-1787), der begge sammen med deres ovennævnte fætter kaptajn Robert Antoine le Sage de Fontenay 1778 blev naturaliseret som dansk adel. Admiral C.F. le Sage de Fontenay var fader til kommandør Benjamin le Sage de Fontenay (1764-1823) og til justitsråd, digekonduktør Anthoni Nicolaj le Sage de Fontenay (1772-1846), hvis søn, dr.jur. Christian Otto Michael le Sage de Fontenay (1801-1879) var medlem af Overappellationsretten i Kiel, samt til kaptajnløjtnant, havnefoged Robert Antoine le Sage de Fontenay (1778-1857), hvis søn, preussisk overførster Julius le Sage de Fontenay (1812-1881) var fader til kammerjunker, direktør i Akts. J.H. Schultz Holger le Sage de Fontenay (1879-1948). Admiral Anthon le Sage de Fontenay var fader til kammerråd, konsumptionsinspektør i Hillerød Gaspard Frédéric le Sage de Fontenay (1766-1829), hvis søn konferensråd, departementschef i Finansministeriet Just Peter le Sage de Fontenay (1809-1902) var fader til læge og professor Otto Ernst le Sage de Fontenay (1848-1910) og proprietær Frederik Edvard le Sage de Fontenay (1847-1911), der var fader til historiker og gesandt Frank le Sage de Fontenay (1880-1959).
En anden søn af Anthoni Nicolaj le Sage de Fontenay var Pierre le Sage de Fontenay (1781-1857), hvis søn var justitiarius i Københavns Kriminal- og Politiret, konferensråd Gustav Carl Peter Laurentius le Sage de Fontenay (1838-1914).
Slægten indekseres rettelig under "L" (fx i Danmarks Adels Aarbog), men findes ofte indekseret under "F" (fx i Kraks Blå Bog).